# Санін Олексій Іванович
Олексій Іванович Санін (нар. 9 лютого 1940, село Нова Маячка, тепер селище Олешківського району Херсонської області) — український радянський діяч, ланковий механізованого загону радгоспу «Долинський» Чаплинського району Херсонської області, Герой Соціалістичної Праці (8.12.1973). Депутат Верховної Ради УРСР 11-го скликання.

## Біографія
Освіта середня. Закінчив Каховське сільськогосподарське професійне училище Херсонської області.
З 1957 року — тракторист радгоспу «Чаплинський» Чаплинського району Херсонської області.
Член КПРС з 1968 року.
З 1970 року — тракторист-ланковий, начальник механізованого загону радгоспу «Долинський» села Долинське Чаплинського району Херсонської області.
Потім — на пенсії в селі Долинське Чаплинського району Херсонської області.

## Нагороди
- Герой Соціалістичної Праці (8.12.1973)
- два ордени Леніна (8.12.1973)
- ордени
- медалі